# Alfa Apodis
Alfa Apodis (α Aps / HD 129078 / HR 5470) es la estrella más brillante de la constelación de Apus, el ave del paraíso, con magnitud aparente +3,83. Se encuentra a 411 años luz de distancia del sistema solar.
Alfa Apodis es una gigante naranja cuyo tipo espectral varía según la fuente consultada entre K2.5III y K5III. De acuerdo a ello, su temperatura superficial estaría comprendida entre 4256 K (si su tipo es K2.5) y 4100 K (si es K5). En el primer caso, su luminosidad es equivalente a 750 soles y su radio es unas 49 veces más grande que el radio solar. En el segundo caso (tipo K5), su luminosidad aumenta hasta 910 soles y su radio sería 60 veces mayor que el radio solar. De cualquier manera, Alfa Apodis es una gigante más o menos corriente —como muchas otras estrellas visibles en el firmamento— en cuyo núcleo tiene lugar la fusión del helio.
En el inicio de su vida tenía una masa entre 4 y 5 veces la masa solar; en un futuro, una vez se despoje de sus capas exteriores, terminará sus días como una enana blanca.